# Landaj
Landaj je afganistanska dvoverzna pesniška oblika, obsegajoča 22 zlogov (9 v prvem verzu, 13 v drugem). Rima ni obvezna, naj pa bi se zaključila na nosni glas (m, n). Do nedavna je bila značilnica ljudskega slovstva, brezimno prenašajoča se od ust do ust, na Zahodu pa je po zaslugi novinarke Elize Griswold postala odmevna po nastopih afganistanskih pesnic na književnih festivalih po 2012 kot opomnik položaja žensk v afganistanski družbi in znak njihovega upora proti uveljavljenim omejitvam. Landaji so čustvene in čutne pesmi, ki opevajo ljubezen, spolnost, ločitev, žalost, dom; zaradi simbolne vloge postajajo sredstvo splošnega izražanja ženskega pogleda na svet, odlikuje jih pristna odkritost in ironija.

## Glej še
- Eliza Griswold: Landays. http://www.poetryfoundation.org/media/landays.html